# Kabinett Bouisson

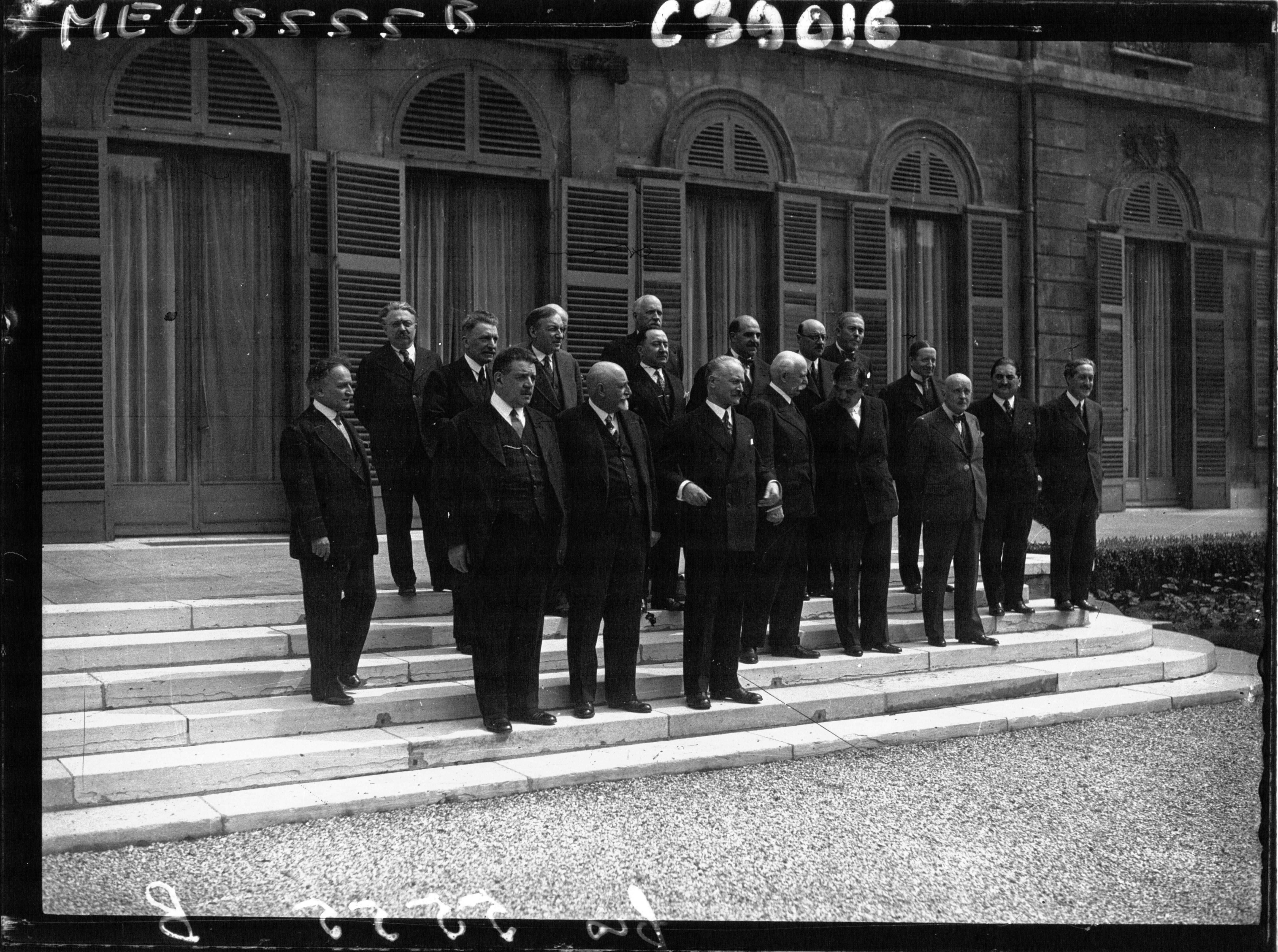
Élyséepalast, 31. Mai 1935 – Kabinett Fernand Bouisson

Das Kabinett Bouisson war eine Regierung der Dritten Französischen Republik. Es wurde am 1. Juni 1935 von Premierminister (Président du Conseil) Fernand Bouisson gebildet und löste das Kabinett Flandin ab. Es blieb bis zum 4. Juni 1935 im Amt und wurde vom Kabinett Laval IV abgelöst.
Dem Kabinett gehörten Vertreter folgender Parteien an: Alliance démocratique (AD), Radicaux indépendants (RI), Parti républicain, radical et radical-socialiste (PRRRS), Fédération républicaine (FR) und Parti socialiste de France-Union Jean Jaurès (PSdF).

## Kabinett
Diese Minister bildeten das Kabinett:
- Premierminister: Fernand Bouisson
- Ministre d’Etat: Édouard Herriot (PRRRS)
- Ministre d’Etat: Louis Marin (FR)
- Ministre d’Etat: Philippe Pétain
- Minister des Inneren: Fernand Bouisson
- Kriegsminister: Louis Maurin
- Außenminister: Pierre Laval
- Bildungsminister: Marius Roustan[1] (RI)
- Justizminister: Georges Pernot[2]
- Landwirtschaftsminister: Paul Jacquier[3] (PRRRS)
- Finanzminister: Joseph Caillaux (PRRRS)
- Minister für öffentliche Arbeiten: Joseph Paganon[4] (PRRRS)
- Minister für Kolonien: Louis Rollin[5] (AD)
- Minister für Arbeit: Ludovic-Oscar Frossard
- Minister für Handel und Industrie: Laurent Eynac (RI)
- Minister für Post, Telegraphie und Telefonie: Georges Mandel
- Minister für öffentliche Gesundheit und Sportunterricht: Ernest Lafont[6] (PSdF)
- Minister für die Marine: François Piétri (AD)
- Minister für Renten: Camille Perfetti[7] (PRRRS)
- Minister für Luftfahrt: Victor Denain[8]
- Minister für die Handelsmarine: William Bertrand[9] (PRRRS)

### Unterstaatssekretäre
Dem Kabinett gehörten folgende Sous-secrétaires d’État an:
- Premierminister und Inneres: Pierre Cathala[10] (RI)

## Historische Einordnung
Die Regierung erlitt bei ihrer ersten Abstimmung eine Niederlage und trat darauf zurück.